# TOID
Un TOID (TOpographic IDentifier - pronunciado toyed - o identificador topográfico en español) es un identificador de referencia único asignado por el Ordnance Survey para identificar cada característica cartográfica del Reino Unido.  El identificador consta de dos partes, un prefijo ‘osgb' y un identificador único de 13-16 dígitos de largo. En GML 2, un TOID se codifica como gml:fid 
De este modo se han identificado alrededor de 440 millones de características naturales y artificiales: edificios , carreteras , campos, cabinas telefónicas , buzones , puntos de referencia y muchos otros tipos. El sistema de identificación está diseñado para ser utilizado en SIG , cartografía digital y en cualquier aplicación informática personalizada, incluidas las no cartográficas, donde se necesita gestionar la información sobre características fijas del mundo real. El uso de identificadores consistentes (IDs) hace que sea mucho más fácil compartir datos entre varios tipos de aplicaciones y sistemas. Un TOID permanece constante durante toda la vida útil de la característica del mundo real que identifica, y se garantiza que no se reasignará a ninguna otra cosa cuando la característica ya no exista.

Ejemplo: el TOID para la Torre de Londres es osgb1000006032892.

## TOID en SO MasterMap
SO MasterMap, la base de datos maestra de Ordnance Survey, depende de los TOID. Cada característica cartográfica se identifica mediante un TOID en MasterMap. Otros atributos de la función se definen relacionándolos, a través de GML , con el TOID. Los usuarios de OS MasterMap relacionan sus propios datos con TOID de elementos de interés para ellos. A diferencia de un SIG diseñado a medida, una organización puede compartir datos con otra organización fácilmente ya que Ordnance Survey mantiene los TOID de forma centralizada y puede reutilizarlos libremente.

## Historial de revisión de TOID
Si los datos para una característica se editan, por ejemplo para reflejar un cambio real o para corregir un error, los cambios son referenciados por TOID. A no ser que la característica haya experimentado cambio drástico, la característica mantiene su TOID original,  lo que le permite a uno rastrear los cambios a una característica a lo largo del tiempo si tiene acceso al histórico de datos.

## Granuladidad de los TOID
Cada objeto en OS MasterMap tiene su propio TOID, que incluye características que representan edificios, carreteras, direcciones y texto cartográfico. Las entidades complejas, como la estación central de trenes de Southampton , se definen en términos de múltiples TOID: uno para el edificio principal, varios otros para las plataformas y otro para el puente peatonal sobre las vías. La capa de sitios OS MasterMap tiene un único TOID para estos 'sitios'. Del mismo modo, los usuarios pueden crear su propio "supertoide" que une características en una sola entidad. Esto también reconoce que definir los límites de los objetos populares vagamente definidos es subjetivo: ¿debería definirse el estacionamiento de la estación como parte de la estación, por ejemplo? El esquema TOID deja tales decisiones a sus usuarios, es decir, aquellos que construyen sistemas de información para usuarios finales.

## Propiedad intelectual
De acuerdo con las recientes iniciativas Open Data, Ordnance Survey ha declarado su política sobre el uso libre de derechos del TOID con el objetivo de permitir una integración más fácil de los datos utilizando su base de datos espacial: una parte central de su visión del Digital National Framework
"TOID" Es una marca registrada de Ordnance Survey